# Vespa rubricans
Vespa rubricans är en getingart som beskrevs av Perkins 1910. Vespa rubricans ingår i släktet bålgetingar, och familjen getingar. Inga underarter finns listade i Catalogue of Life.